# Tajna nemoguće sekire
Tajna nemoguće sekire je epizoda strip serijala Marti Misterija objavljena u Srbiji u #24. obnovljene edicije Zlatne serije koju je pokrenuo Veseli četvrtak. Sveska je izašla 8. oktobra 2020. god. i koštala 350 dinara (3,45 $; 2,96 €). epizoda je ima ukupno 187 strana. 

## Originalna epizoda
Ova epizoda objavljena je premijerno u Italiji u dva nastavka u izdanju Bonelija u okviru regularne mesečne edicije #242 i #243 pod nazivom La scure incantanta  i L'astronave degli esseri perduti  Sveske su originalno izašle 11. maja 2002. i 12. juna 2002.

## Kratak sadržaj
Marti prima u goste g. Makvivera. Kolekcionar jeftinih avanturističkih romana iz 19. veka sa Divljeg zapada, Makviver je otkrio romane o Za-Te-Neju koji je uspevao da pobedi veliki broj protivnika neobičnom sekirom. Na jednoj kućnoj rasprodaji našao je naslovnu stranicu romana o Za Tene Ju u odličnom stanju. Tragajući za piscem romana, Makviver sa suprugom stiže u Berd Centar (malo mesto u Ilinoji). Uspeva da pronađe unuka pisca, Ron Makačona, koji kod kuće čuva sekiru koju Za-Te-Nej koristi u svojim romanima. Na insistiranje Mekvivera, Makačon mu prodaje sekiru, da bi Mekviver kasnije ustanovio da ona ima magične moći samo u njegovoj ruci. Kada bi je bacio u bilo koju stranu, sekira bi pod komandom njegovih misli mogla da pogodi bilo koji cilj ili da mu se vrati u ruku. Mekviver želi da Marti ispita tajnu ove sekire.
Radnja se vraća u 1857. godinu. U Berd Centru u Ilinoji. Profesor i naučnik Virus (poznat po tome što je otkrio elektricitet skoro 80 godina pre Nikole Tesle) unajmio je Majka, plaćenika i nindžu, da ubije Za Te Neja. Majk se vraća, ali nije u potpunosti obavio zadatak. On objašnjava da je pratio Za Te Neja do njegove kolibe, uspeo da uđe u nju i u tajnom prolazu iza kamina pronašao svemirski brod, ukupan pod zemljom. Brod je očuvan, tako da je Majk pronašao kosture dvoje astronauta neljudskog porekla, ali i mesto na kome je u brodu stajala Za Te Nejeva sekira. Majk je aktivirao nepoznati mehanizam, koji ga je izbacio u hodnik iza vrata prostorije u kojoj se nalazi svemirski brod.
2002. godina: Marti i Java stižu u Berd Centar. Martiju prilazi mlađi par koji želi da mu ispriča šta mu se desilo pre nekoliko večeri na obližnjem proplanku (Lovers Leap, mesto gde zaljubljeni parovi dolaze da provedu veče). Iz stare opservatorije čuju pucnjeve i kreću nazad u grad, ali na drumu naleću na Za Te Neja, vidno izmorenog i ranjenog. Nakon kratkog razgovora ZTN nestaje sa druma bez ikakvih tragova. Marti i Java odlaze do razrušene laboratorije. Među olupinama uspevaju da uoče mesto u zidu na kome je stajala Za Te Nejeva sekira. U tom trenutku, nailaze na starca koji se predstavlja kao unuk profesora Virusa, koji ih napada sekirom.

## Tri naslovne strane
Ova epizoda imala je čak tri različite naslovne strane. Korica A je orignalna Alesandrinijeva naslovnica iz 2002. Korice B je nacrtao Aleksa Gajić, a korice C Valter Venturi i Mad Cow (kolor).

## Nastavak
Nastavak ove epizode objavljen je u #57 redovne edicije Marti misterije u izdanju Veselog četvrtka pod nazivom Za-Te-Nejeva senka, 21. februara 2021.

## Prethodna i naredna sveska Zlatne serije
Prethodna sveska Zlatne serije nosila je naziv Ostrvo demona (#23), a naredna Senka koja je izazvala Šerloka Holmsa (#25)